# Acățari
Acățari [acəˈtzarʲ] (veraltet Acoșfalău; deutsch Aschdorf oder auch Achsdorf, ungarisch Ákosfalva) ist eine Gemeinde im Kreis Mureș in der Region Siebenbürgen in Rumänien.

## Geographische Lage

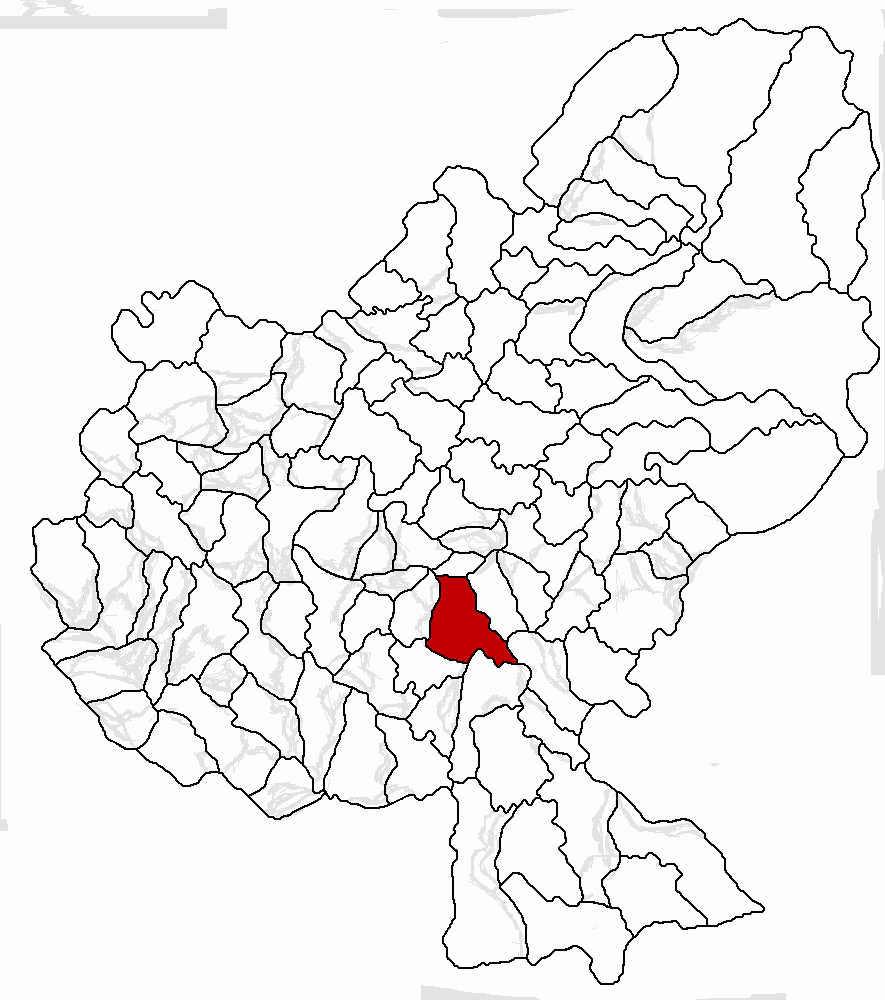
Lage der Gemeinde Acățari im Kreis Mureș

Die Gemeinde Acățari liegt nördlich des Kokeltals (Podișul Târnavelor) im südlichen Teil des Kreises Mureș. Am Niraj, ein linker Nebenfluss des Mureș (Mieresch) und der Nationalstraße Drum național 13 – Teil der Europastraße 60 – befindet sich der Ort Acățari zehn Kilometer südöstlich von der Kreishauptstadt Târgu Mureș (Neumarkt am Mieresch) entfernt.
Das Gebiet der Gemeinde wird auf etwa 22 Kilometer von dem Vețca-Kanal durchquert.
Bis etwa 2010 verkehrte auf dem Areal der Gemeinde eine Schmalspurbahn der ursprünglichen Schmalspurstrecke von Cristești nach Sovata (Szováta).

## Geschichte
Der Ort Acățari wurde erstmals 1497 als ein Szeklerort urkundlich erwähnt. Auf eine Besiedlung des Gemeindeareals ab etwa dem 13. Jahrhundert deuten Nekropolen um die Dorfkirche des eingemeindeten Dorfes Vălenii (ungarisch Székelyvaja).
Im Königreich Ungarn gehörte die heutige Gemeinde dem Stuhlbezirk Maros alsó („Unter-Maros“) in der Gespanschaft Maros-Torda, anschließend dem historischen Kreis Mureș und ab 1950 dem heutigen Kreis Mureș an.

## Bevölkerung
Die Bevölkerung der Gemeinde entwickelte sich wie folgt:
| 1850 | 5.026 | 647 | 4.080 | -  | 299            |
| 1900 | 5.503 | 98  | 5.239 | 57 | 109            |
| 1941 | 6.295 | 25  | 6.121 | 5  | 144            |
| 2002 | 4.781 | 75  | 4.424 | 1  | 281            |
| 2011 | 4.738 | 91  | 4.067 | 2  | 578 (Roma 483) |
| 2021 | 5.170 | 137 | 4.383 | 3  | 647 (Roma 535) |

Seit 1850 wurde auf dem Gebiet der heutigen Gemeinde die höchste Einwohnerzahl und die der Magyaren 1941 registriert. Die höchste Einwohnerzahl der Rumänen (793) wurde 1920, die der Roma 2021 und die der Rumäniendeutschen 1900 ermittelt.

## Sehenswürdigkeiten
- Zwischen den eingemeindeten Dörfern Murgești (ungarisch Nyárádszentbenedek) und Roteni (ungarisch Harasztkerék) befindet sich ein Römerweg und steht unter Denkmalschutz.[8]
- Im eingemeindeten Szeklerdorf Vălenii (veraltet Oaia) die reformierte Kirche im 13. Jahrhundert errichtet und im 19. erneuert, und die Holzkirche Sfântul Nicolae 1696 errichtet, stehen unter Denkmalschutz.[8]
- Im eingemeindeten Szeklerdorf Murgești die reformierte Kirche.
- Im eingemeindeten Szeklerdorf Roteni die neue reformierte Kirche[9] – an der Stelle eine ältere bis 1794 stand – 1838 errichtet,[6] und die orthodoxe Kirche.[10]

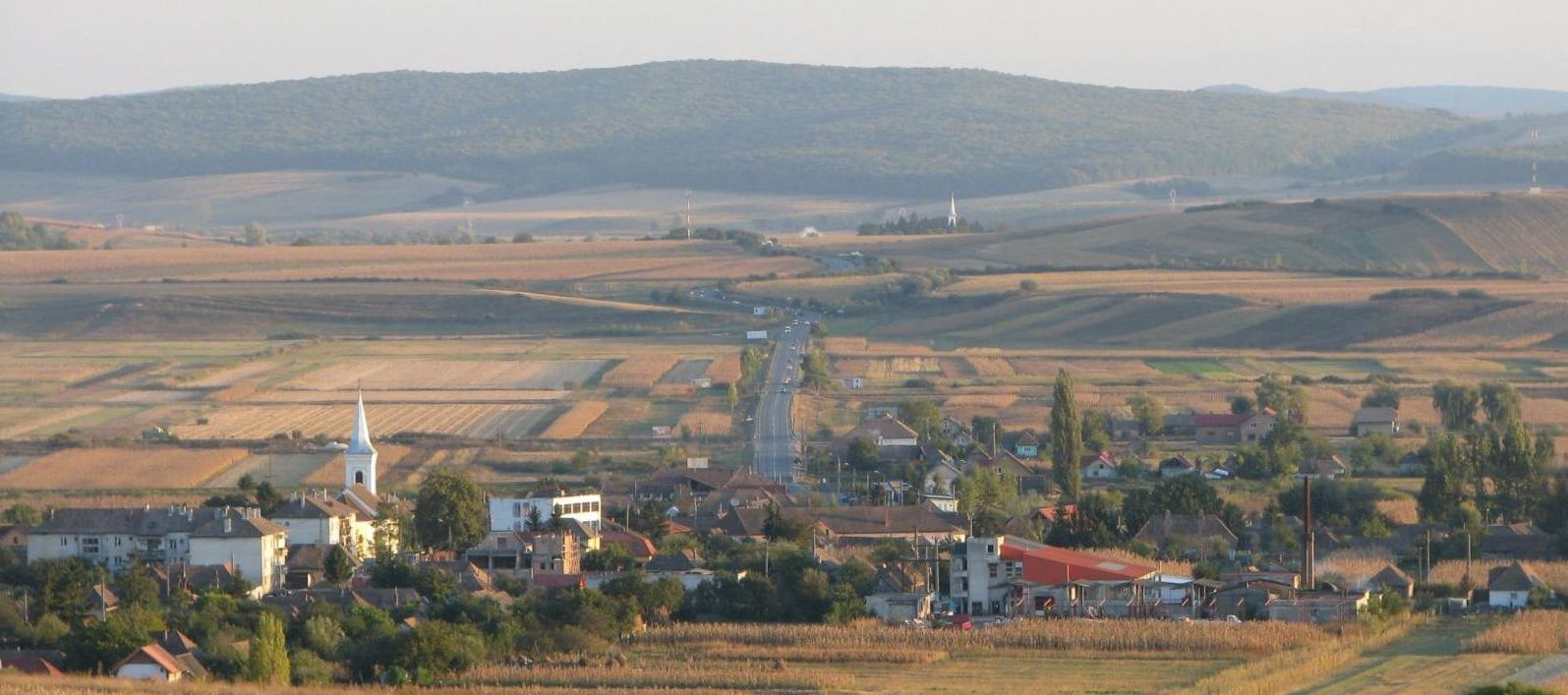
Blick auf Acățari
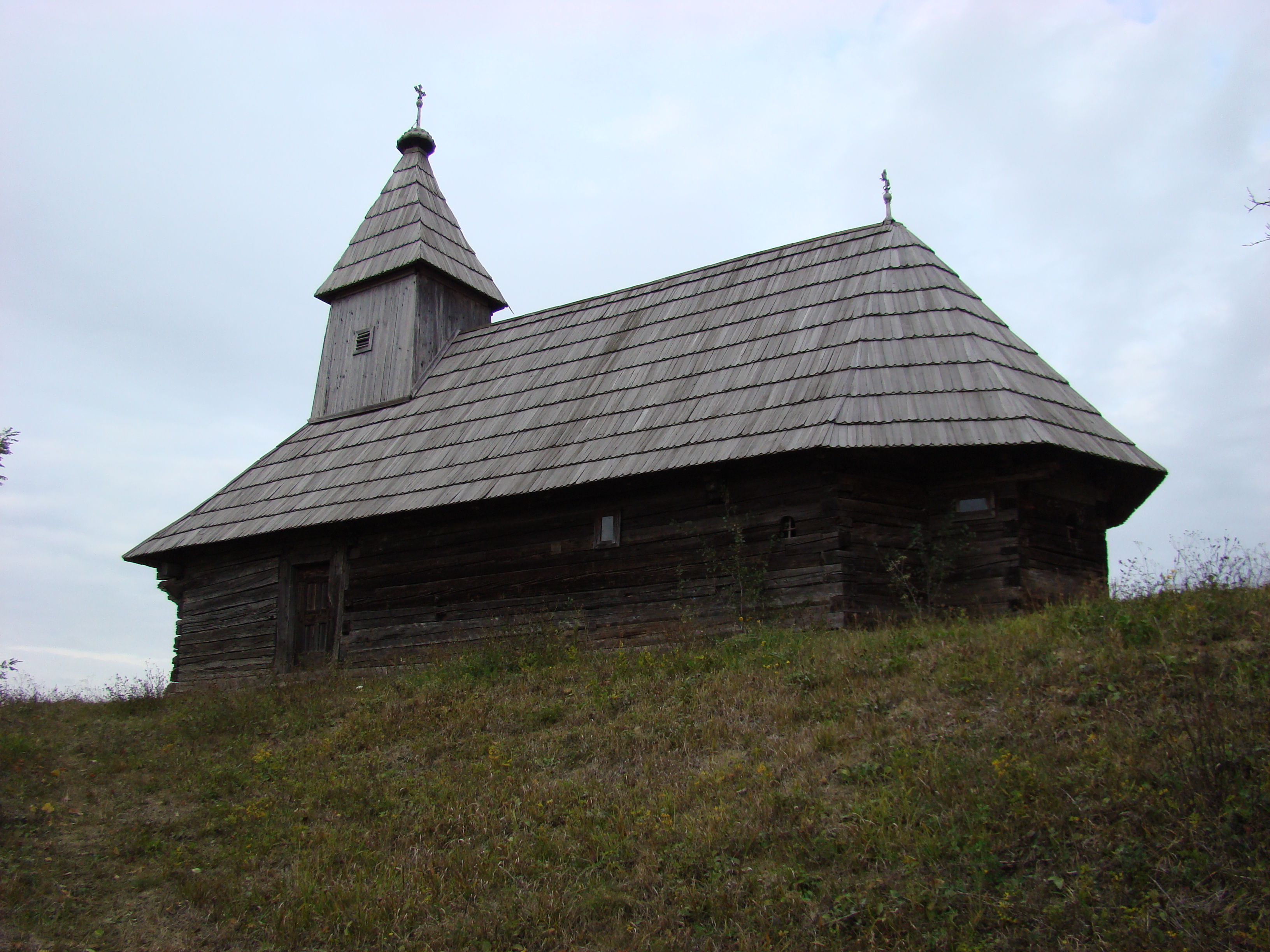
Holzkirche in Văleni
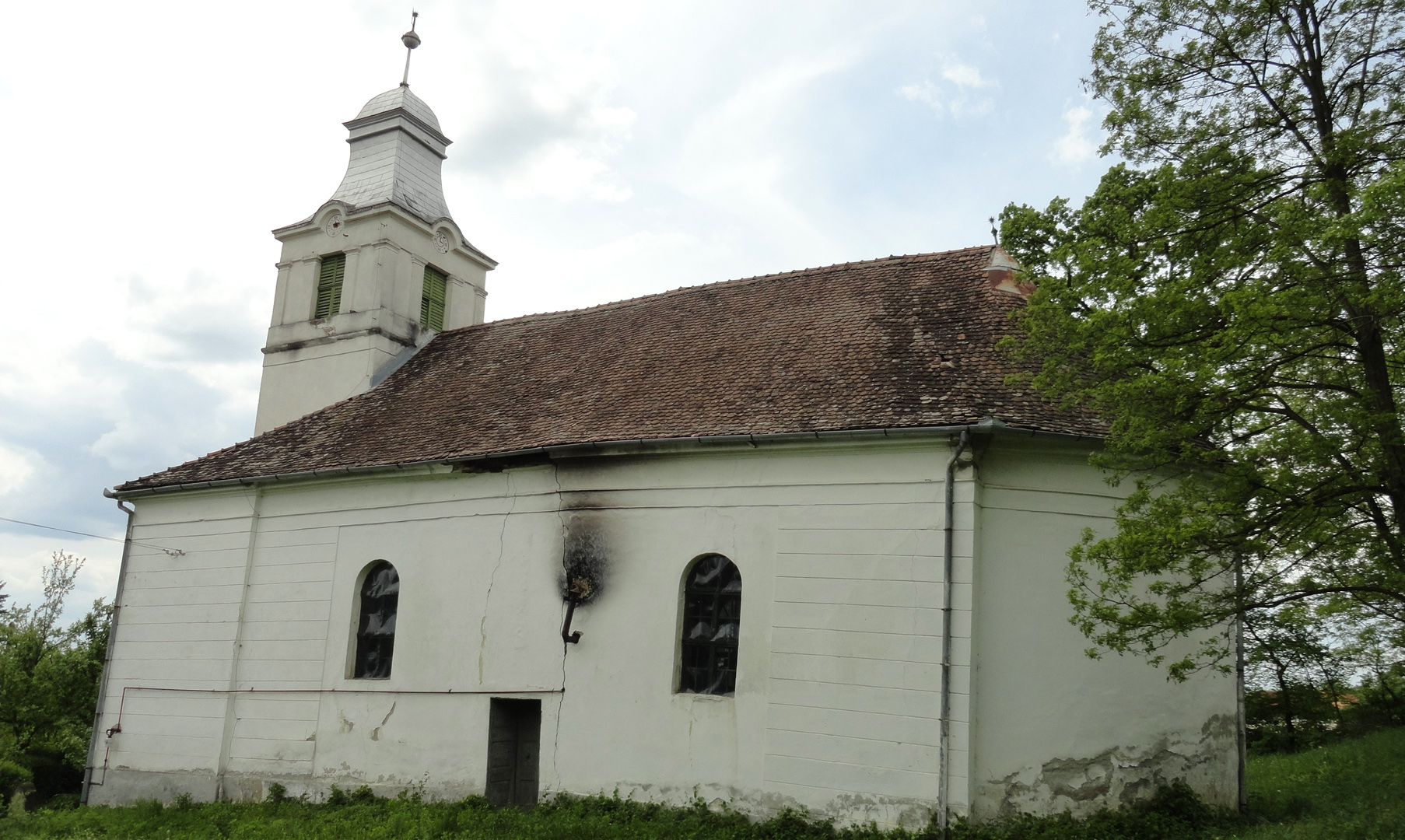
Kirche in Murgești

## Städtepartnerschaften
Die Gemeinde Acățari pflegt Gemeindepartnerschaften mit:
- Kasterlee in Belgien
- Beled, Dénesfa, Edve, Kisfalud, Mihályi und Répcevis in Ungarn